# Lavaur (Dordonha)
Lavaur é uma comuna francesa na região administrativa da Nova Aquitânia, no departamento Dordonha. Estende-se por uma área de 9,27 km². Em 2010 a comuna tinha 72 habitantes (densidade: 7,8 hab./km²).